# Nikolaevo (huyện)
Nikolaevo là một huyện thuộc tỉnh Stara Zagora, Bungaria. Dân số thời điểm năm 2001 là 4948 người.